# Bernd Bukau
Bernd Bukau (* 5. Dezember 1954 in Leipzig) ist ein deutscher Zell- und Molekularbiologe und Biochemiker.
Bukau studierte ab 1974 Biologie an der Universität der Franche-Comté, der University of California, Santa Cruz (1977), und an der Universität Konstanz, an der er 1980 sein Diplom erhielt und 1986 promoviert wurde. Als Post-Doktorand war er bis 1989 am Massachusetts Institute of Technology und danach bis 1997 Projektgruppenleiter am Zentrum für Molekulare Biologie Heidelberg (ZMBH). 1994 habilitierte er sich in Konstanz in Mikrobiologie und Molekularbiologie. 1997 wurde er Professor für Biochemie an der Albert-Ludwigs-Universität Freiburg und 2002 Professor für Molekularbiologie an der Ruprecht-Karls-Universität Heidelberg am ZMBH, an dem er von 2005 bis 2018 Direktor war. 2011 wurde er Abteilungsleiter am Deutschen Krebsforschungszentrum (und seit 2008 war er Kodirektor der ZMBH-DKFZ Allianz).
Er befasst sich mit Mechanismus und Regulierung der Proteinfaltung in Zellen über Chaperone im Normalzustand und unter Streßbedingungen wie Hitzeschock, bei dem es zu Missfaltungen kommen kann, und mit dem Gleichgewicht von Proteinaufbau und -abbau (über Proteasen) und der damit verbundenen Qualitätskontrolle in der Zelle. Er erarbeitete unter anderem ein Modell des DnaK/DnaJ/GrpE-Systems von Chaperonen. Weiter untersuchte er die Ausbreitung von Proteinmissfaltungen auf Nachbarproteine, die in neurodegenerativen Erkrankungen vorkommen.
1999 erhielt er den Gottfried-Wilhelm-Leibniz-Preis, 2008 einen Heidelberg Molecular Life Sciences Award und 2005 den Leopoldina-Forschungspreis. 2005 wurde er Mitglied der Leopoldina und 2013 der Heidelberger Akademie der Wissenschaften. 2001 wurde er EMBO-Mitglied. 2017 erhielt er einen ERC Advanced Grant und den Forschungspreis der Universität Heidelberg.